# Johannes Trojan
Johannes Trojan (* 14. August 1837 in Danzig; † 21. November 1915 in Rostock) war ein deutscher Schriftsteller.

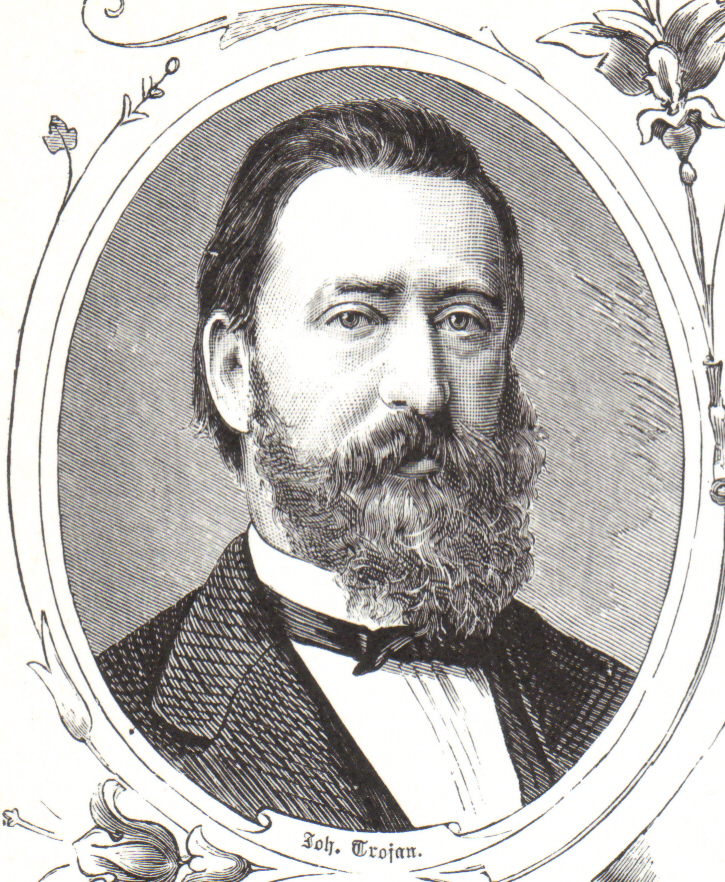
Johannes Trojan, porträtiert von Hermann Scherenberg (1879)

Johannes Trojan

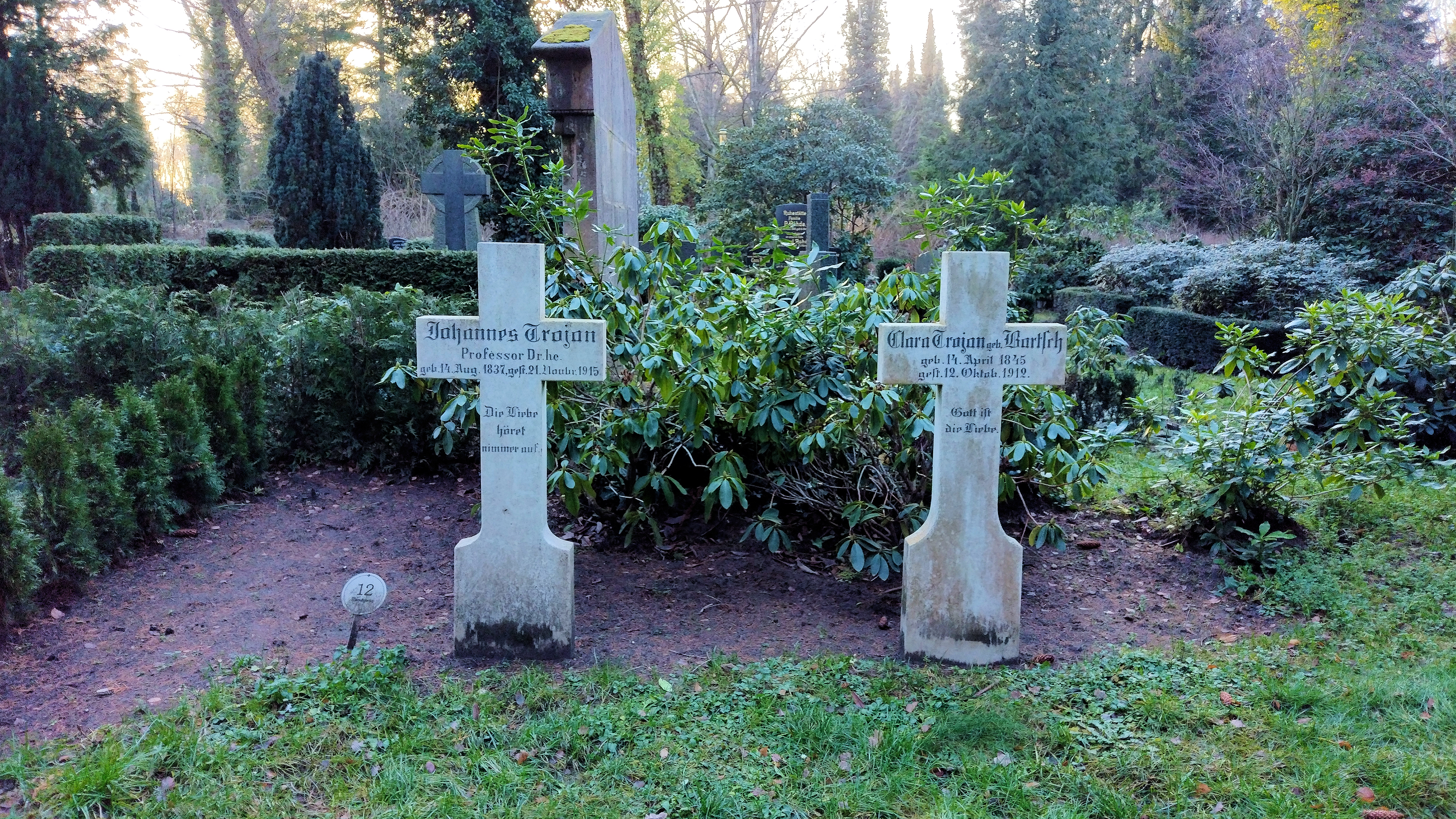
Grab Johannes Trojans auf dem Neuen Friedhof Rostock

Berliner Bilder, Deckelillustration

## Leben und Wirken
Johannes Trojan wurde in Danzig als Sohn des Kaufmanns Carl Gottfried Trojan (1795–1862) geboren, der eine Zeit lang Vorsteher der Stadtverordneten und seit 1849 Deputierter der zweiten Kammer in Berlin war. In seiner Freizeit dichtete der Vater oft, was sich auf seinen Sohn übertrug. 1841 starb die Mutter, der Vater verheiratete sich bald wieder. Johannes Trojan besuchte das Gymnasium Danzig, an dem er 1856 seine Reifeprüfung ablegte.
Zunächst studierte er fünf Semester Medizin an der Universität Göttingen, dann Germanistik in Berlin und Bonn. Zu Beginn seines Studiums in Göttingen wurde er 1856 Mitglied der Burschenschaft Brunsviga, in Bonn gestaltete er als Kneipgast zwei Jahre lang die Bierzeitung und wurde 1859 Ehrenmitglied der Burschenschaft Alemannia Bonn. Seit 1859 lebte er in Berlin und wurde 1862 Hilfsredakteur der Berliner Montags-Zeitung. Er war ein Bewunderer Otto von Bismarcks, ab 1866 Redakteur des politisch-satirischen Wochenblattes Kladderadatsch und von 1886 bis 1909 dessen Chefredakteur. Wegen Majestätsbeleidigung musste er 1898 eine zweimonatige Haft in der Festung Weichselmünde verbüßen. Er berichtet darüber in satirischer Form in seiner Schrift Zwei Monat Festung. Nach seinem Ausscheiden aus dem Kladderadatsch lebte er seit 1909 zurückgezogen in Warnemünde.
Johannes Trojan veröffentlichte seit 1863 31 Kinderbücher, zu denen namhafte zeitgenössische Künstler die Illustrationen lieferten (Wilhelm Claudius, Rudolf Geißler, Paul Friedrich Meyerheim und Carl Reinhardt). Seine Erzählungen für Jugendliche erschienen in Julius Lohmeyers Deutsche Jugend und in Franz Hoffmanns Neuer deutscher Jugendfreund. Erzählungen, Plaudereien, Reiseberichte sowie Beiträge zur deutschen Pflanzenwelt erschienen in Zeitungen und Zeitschriften. Für die National-Zeitung schrieb er seit 1879 zahlreiche Beiträge, von denen nur wenige in seine späteren Bücher übernommen wurden. Beiträge, die er zum Kladderadatsch geliefert hat, darunter politische Lyrik, Prosabeiträge und Scherzgedichte, konnten bisher nicht als Trojan-Produkte erkannt werden, weil in der Zeitschrift bis 1910 grundsätzlich keine Autornamen genannt wurden. In einer 2019 erschienenen Bibliographie (siehe Literatur) werden etwa 50 Bände der Zeitschrift ausgewertet, die aus dem Besitz Trojans stammen, in denen er mehr als 6000 eigene Beiträge markiert hat.
Sein Schwager war der Silhouettenkünstler Paul Konewka, aus dessen Nachlass Trojan viele Scherenschnitte veröffentlicht hat. Zu seinem Freundeskreis gehörten Wilhelm Polstorff sowie Heinrich Seidel und Julius Stinde, mit denen er im Allgemeinen Deutschen Reimverein unter dem Dichternamen „Theodor Janzen“ wirkte.
Johannes Trojan starb im Alter von 78 Jahren und wurde auf dem Rostocker Neuen Friedhof beigesetzt. Sein Nachlass, der zunächst in der Familie blieb, wurde 2025 ins Deutsche Literaturarchiv Marbach überführt.

## Auszeichnungen und Ehrungen
- 1907 Ehrentitel „Professor“
- 1912 Ehrendoktor der Universität Rostock

## Schriften (Auswahl)

### Kinderbücher
- Durch Feld und Wald, durch Haus und Hof. Hofmann, Berlin 1863. (online)
- Onkel Schwalbe’s lustige Fahrten mit dem Luftballon. Eine komische Kinderschrift. Hofmann, Berlin 1865. Digitalisat der Universitätsbibliothek Umea, Schweden.
- Der schwarze Peter und andere Schattenbilder von P. Konewka. Hoffmann, Stuttgart 1869
- Aus dem Kinderleben. Hoffmann, Stuttgart 1870
- Beim Onkel auf dem Lande. Gustav Meyer, Berlin 1870. (online)
- Beschauliches in Spruch und Bild. Hofmann, Berlin 1870
- Die Geschichte vom kleinen Reh. Kröner, Stuttgart 1870
- Schattenbilder. Hoffmann, Stuttgart 1871. (online)
- Allerlei Thiergeschichten. Schauenburg, Straßburg 1872
- Kinderlust. Ein Jugend-Album. Hoffmann, Stuttgart 1873 (3. Auflage: 1881)
- Unsere Hausthiere. Risch, Stuttgart 1874
- Der erste Ball. Hoffmann, Stuttgart 1874. (online)
- ABC. Siebenundzwanzig aquarellierte Original-Zeichnungen von Paul Meyerheim. Stilke, Berlin 1880. (Digitalisat)
- Freud und Leid der Kinderzeit. Hofmann & Hohl, Stuttgart/Leipzig 1880
- Von A bis Z. Ein heiteres Bilderbuch. Hoffmann, Stuttgart 1880
- Bunte Gesellschaft. 12 Bilder in Farbendruck nch Aquarellen von Theodor Hosemann. Weise, Stuttgart 1881. (online)
- Das artige Kind in Haus und Schule. Ein Jugend-Album. Hoffmann, Stuttgart 1882
- Prinzessin Wunderhold. 12 Monatsbilder aus dem Kinderleben. Weise, Stuttgart 1883
- Spiel und Leben. Bilderbuch für Kinder. Meinhold, Dresden 1883
- Das Kind und seine kleine Welt. 32 Originalzeichnungen von Wilhelm Claudius. Meinhold, Dresden 1884
- Gold’ne Jahre. Amersdorffer, Nürnberg 1885
- Kinderreime.  Barth, Stuttgart 1889. (online)
- Gesellige Freuden. Zeichnungen von Paul Heydel. Verlag Max Krause, Berlin 1890
- Die Welt vom Fenster aus. Wiskott, Breslau 1891.[4]
- Struwwelpeter der Jüngere. (illustriert von Fedor Flinzer 1891. (online) (Eine englische Ausgabe erschien unter dem Titel Struwwelpeter junior)
- Das Ständebuch. Richter, Hamburg 1892. (Digitalisat)
- Hundert Kinderlieder, 1899. Digitalisat)
- Guck in die Welt! Gedichte und Erzählungen für die Kleinen. Schreiber, München 1903
- Die zwölf Handwerker. Nach alten Volksreimen. Neufeld & Henius, Berlin 1910
- Das Abenteuer im Walde. Kafemann, Danzig 1923. (online)

### Sonstige Werke
- Scherzgedichte. Liebeskind, Leipzig 1883; archive.org. 5. Auflage; Textarchiv – Internet Archive.
- Gedichte. Liebeskind, Leipzig 1883; archive.org.
- Ernst und Scherz für Aug und Herz. Weise, Stuttgart 1884
- Kleine Bilder. Bruns, Minden 1886; urn:nbn:de:kobv:109-1-13878968.
- Von drinnen und draußen, 1887. (online)
- Von Strand und Heide. Bruns, Minden 1888
- Von Einem zum Andern (Erzählungen), 1893; Textarchiv – Internet Archive.
- Für gewöhnliche Leute. Freund & Jeckel, Berlin 1893. (bibliothek.kit.edu)
- Das Wustrower Königsschießen (Humoresken), 1894. (Digitalisat der 2. und 3. Auflage, 1907)
- Zwei Monat Festung, 1899. (online)
- Der Sängerkrieg zu Trarbach. Balmer, Trarbach 1899
- (Hrsg.) Almanach des Kladderadatsch, 1900
- Berliner Bilder, 1903; archive.org.
- Auf der anderen Seite. Grote, Berlin 1902
- Neue Scherzgedichte. Stuttgart / Berlin 1903; 3. Auflage: 1916 (books.google.de)
- Ungezogenes. Berliner Verlag, Berlin 1904
- Aus dem Leben. Grote, Berlin 1905
- Auswahl aus seinen Schriften. Greiner & Pfeifer 1907
- Aus Wald und Heide, 1909
- Aus Natur und Haus, 1910
- Aus dem Reich der Flora, 1910
- Unsere deutschen Wälder. Vita, Berlin-Charlottenburg 1911. (biodiversitylibrary.org)
- Erinnerungen. Verein der Bücherfreunde, Berlin 1912. (digital.zlb.de)
- Fahrten und Wanderungen. Verein der Bücherfreunde, Berlin 1913
- Ode an den Sauerstoff. Stapp, Berlin 1979 ISBN 3-87776-425-8
- Berliner Bilder. Hundertdreiunddreißig unbekannte Momentaufnahmen. Luttertaler Händedruck, Bargfeld 2013, ISBN 978-3-928779-32-6.
- Von Warnemünde bis Prerow. Aus der Frühzeit des Ostseetourismus. Herausgegeben von Ulrich Goerdten. Verlag Atelier im Bauernhaus, Fischerhude 2023, ISBN 978-3-96045-378-9.

### Briefe
- 38 Briefe und Karten Johannes Trojans an verschiedene Empfänger 5. März 1884 bis 19. August 1915[5]